# نابليون أ. جونز جونيور
نابليون أ. جونز جونيور (بالإنجليزية: Napoleon A. Jones Jr.)‏ هو محامي وقاضي أمريكي، ولد في 25 أغسطس 1940 في هودج في الولايات المتحدة، وتوفي في 9 ديسمبر 2009 في North County ‏ في الولايات المتحدة.